# Le Testament d'un excentrique
Le Testament d'un excentrique est un roman de Jules Verne, paru en 1899.

## Historique
Le roman paraît d'abord en feuilleton dans le Magasin d'Éducation et de Récréation du 1er janvier au 15 décembre 1899, puis en édition grand format illustré en 1900 chez l'éditeur Hetzel.

## Résumé
Il relate une gigantesque partie du jeu de l'oie à l'échelle des États-Unis (appelée l'Union à l'époque), dans laquelle chaque case correspond à un État des États-Unis.
Ce livre fut écrit en 1897. Il raconte comment un richissime excentrique décide de léguer sa fortune à l'un des habitants de Chicago, ville rendue fameuse par l'Exposition universelle de 1893. Ainsi, à sa mort, un tirage au sort est organisé et six « chanceux » sont désignés. Mais, afin de déterminer qui entrera en possession de la fortune convoitée, ils doivent disputer une partie de jeu de l'oie, à l'échelle des États-Unis.
À son décès, William J. Hypperbone convie les membres du club chicagoan dont il fait partie, l’Excentric Club, à la lecture de son testament, par l'intermédiaire de son notaire, Maître Tornbrock, selon ses dernières volontés. Plusieurs personnes sont tirées au sort par le notaire pour prendre part à une partie du « Noble Jeu des États-Unis » à l'issue de laquelle le vainqueur remportera l'héritage du milliardaire américain, et le deuxième l'ensemble des primes payées par les joueurs qui auront été envoyés sur l'une des cases pénalisantes.
Les choses se compliquent quand un mystérieux et septième concurrent s'ajoute à la partie…

## Personnages

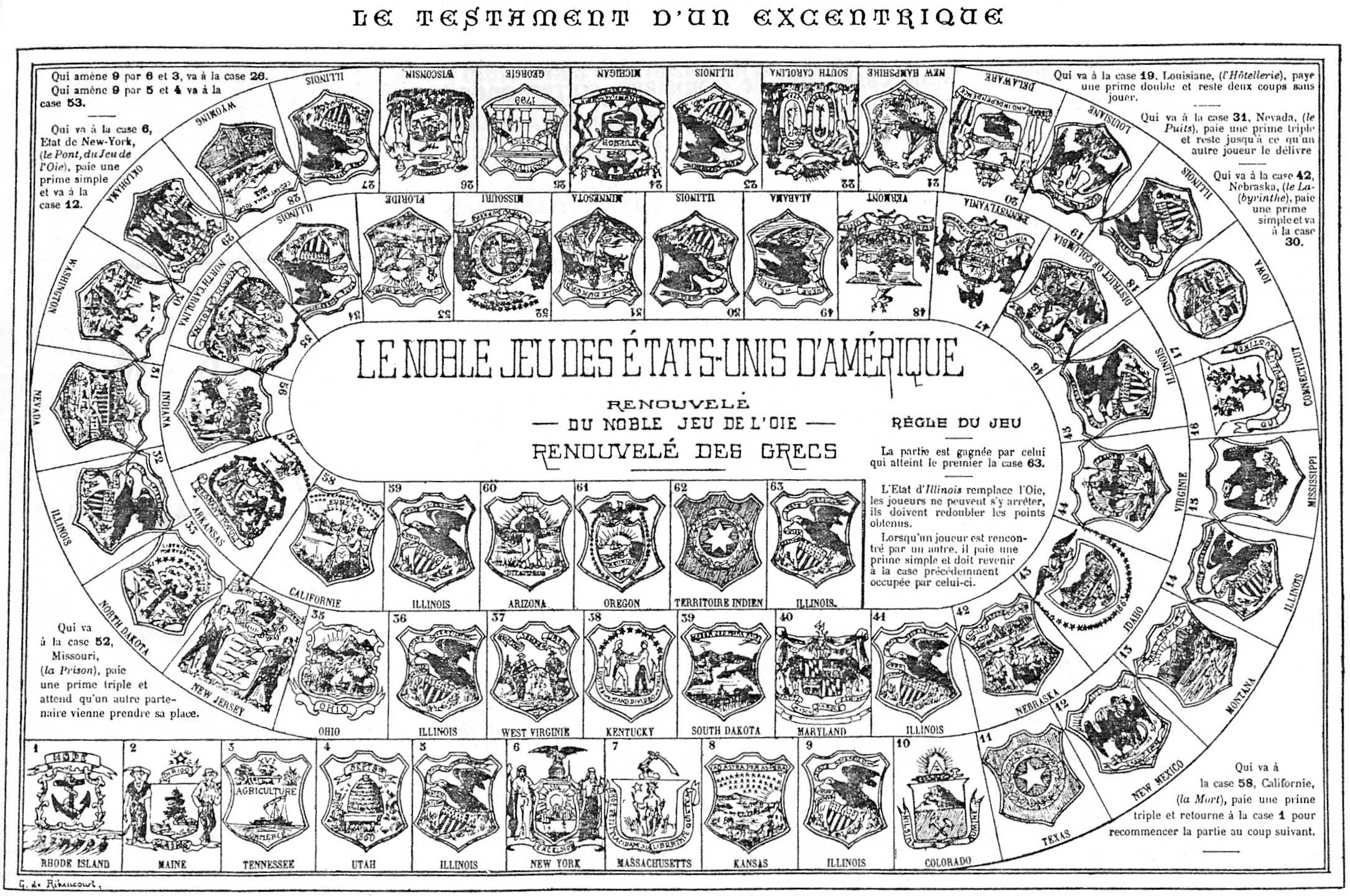
Carte du Noble Jeu des États-Unis.

Les six heureux élus sont les suivants :
- Max Real, un artiste peintre d'ascendance française, très sympathique, dans la veine des héros verniens tels Michel Ardan, toujours de bonne humeur et philosophe dans les mauvaises comme les bonnes fortunes ; son pavillon sur le jeu est le violet.
- Tom Crabbe, une brute relevant du phénomène de foire, avec ses sept pieds de hauteur et son entraînement de boxeur, avalant six repas gargantuesques journellement, accompagné de son entraîneur John Milner durant tout le périple, sur le mode du duo inséparable « la tête et les bras » ; son pavillon est l'indigo[1].
- Herman Titbury, accompagné de sa femme, Kate Titbury, type achevé de la mégère et du tyran domestique, le couple figurant le summum des usuriers doublés d'avares ; son pavillon est le bleu.
- Harris T. Kymbale, un reporter du journal La Tribune, qui lui enverra à chaque tirage des dés par le notaire des feuilles de route exactes et précises pour aller le plus vite possible à destination, et qui ne ménagera pas les primes de rapidité dispensées avec prodigalité par son journal, tout étant prétexte pour lui à détour pour écrire un article quotidien sur les curiosités locales vues en chemin ; son pavillon : le vert.
- Lissy Wag, jeune et belle vendeuse dans un grand magasin chicagoan, Marshall Field, accompagnée durant le périple par sa meilleure amie, colocataire et collègue, Jovita Foley, aussi exubérante que Lissy est discrète et timide ; son pavillon est le jaune.
- Hodge Urrican, marin bourru et colérique, capitaine au long cours, qui sera accompagné durant ses pérégrinations à travers les États-Unis par son fidèle Turk, un de ses anciens matelots, en apparence encore plus colérique que lui ; son pavillon est l'orangé.

À cette liste vient s'ajouter un septième et mystérieux concurrent, aux termes d'un codicille révélé après lecture du testament par Maître Tornbrock, qui est désigné par les seules initiales XKZ ; son pavillon termine le spectre de l'arc-en-ciel, c'est le rouge.

### Autres personnages
- Tommy, serviteur de Max Réal, jeune noir de 17 ans.
- Georges B. Higginbotham, président de l'Excentric Club.
- James T. Davidson, membre de l'Excentric Club.
- Gordon S. Allen, membre de l'Excentric Club.
- Harry B. Andrews, membre de l'Excentric Club.
- John I. Dickinson, membre de l'Excentric Club.
- Thomas R. Carlisle, membre de l'Excentric Club.
- John Hamilton, gouverneur de l'Illinois.
- Bill Arrol, malfaiteur qui se cache sous le nom de Robert Inglis.
- Will Stanton, coureur cycliste.
- Robert Flock, coureur cycliste.
- John Berry, coureur cycliste.
- Fred Wilmot, guide.
- Cavanaugh, boxeur qui doit affronter Tom Crabbe.
- Mrs. Réal, mère de Max Réal.
- Vincent Bruck, shérif d'Arondale.
- Hugh Hunter, clergyman.
- Len William Horgarth, rabatteur et témoin pour divorce.
- R. T. Ordak, juge à Calais.
- Isidorio, conducteur de stage.

## Composition
Le roman a quelques points communs avec Le Tour du monde en quatre-vingts jours. Cependant, une notable différence différencie la construction des deux romans. Le trajet de Phileas Fogg est d'emblée prévu. Il a sa carte de route. Tout passe par perte et profit, malgré les impondérables qui jalonnent le voyage. Tant d'heures perdues compensent celles qui sont gagnées. Et le journal de Fogg peut se diviser en deux colonnes, où il compare ses progressions et ses régressions. Dans Le Testament d'un excentrique, tout au contraire, les déplacements des concurrents ne s'exposent qu'au hasard, par les dés que fait rouler imperturbablement Tornbrock. Ils n'ont aucun moyen d'enrayer cette machine. Ils ne sont pas maîtres de leur destin, ils sont des pions aux mains du hasard, et, pour eux, aucune feuille de route. On peut penser alors au poème de Stéphane Mallarmé, Un coup de dé jamais n'abolira le hasard, d'autant que Verne cite le poète dans son roman. Pour Phileas Fogg, c'est un pari. Pour les participants au Noble Jeu des États-Unis d'Amérique, ce n'est qu'un jeu dont ils n'ont pas les cartes en main.